# 마이크로소프트 익스체인지 서버
마이크로소프트 익스체인지 서버(Microsoft Exchange Server)는 마이크로소프트사가 개발한 메시징, 협업 소프트웨어 제품이다. 마이크로소프트 서버류의 서버 제품의 일부이며 마이크로소프트 인프라 솔루션을 사용하는 기업에서 널리 사용한다. 익스체인지의 주된 기능은 전자 메일, 일정, 연락처로 이루어져 있으며 자료 저장을 지원할 뿐 아니라 정보에 휴대, 웹 기반으로 접근할 수 있게 도와준다.

## 역사
마이크로소프트가 기존의 XENIX 기반의 메시징 시스템으로부터 익스체인지 서버로 이행을 시작한 것은 1993년 4월이며, 1995년 1월에는 약 500명의 사용자가 Exchange Server Beta 1 을 사용하고 있었다. 1996년 4월까지 32,000명의 사용자가 이행했다.
1996년 6월 11일에 출시된 익스체인지 서버 4.0 이 일반 사용자들에게 공개적으로 판매하게 된 첫 버전이며, 마이크로소프트 메일 3.5의 뒤를 잇는 것으로 여겨졌다. 그러나 익스체인지 서버는 완전히 새로운 X.400 기반의 클라이언트 서버형 메일 시스템이며 단일 데이터 기반과 X.500 디렉터리 서비스를 지원하고 있었다. 익스체인지 서버로 쓰였던 디렉터리는 나중에 액티브 디렉터리라는 LDAP 호환 디렉터리 서버가 되었다. 액티브 디렉터리는 윈도우 2000 에 도입되었다.
1997년 5월 23일, 익스체인지 서버 5.0이 출시되었다. 익스체인지 관리자 콘솔이 새롭게 도입되어 SMTP 기반의 네트워크와 처음 제휴하게 되었다. 독립형 SMTP 릴레이가 필요했던 마이크로소프트 메일과는 달리 익스체인지 서버 5.0은 인터넷 메일 커넥터(Internet Mail Connector)라는 추가 기능을 사용하고 직접 SMTP 기반의 서버와 통신할 수 있었다. 게다가 익스체인지 웹 액세스(Exchange Web Access)라는 웹 메일 인터페이스도 새롭게 도입되었다. 그러나 이것은 나중에 아웃룩 웹 액세스(Outlook Web Access)로 이름이 바뀌면서 서비스 팩에 포함되었다. 5.0과 호환성을 유지하면서, 그 새로운 기능을 지원한 마이크로소프트 아웃룩 8.01, 마이크로소프트 익스체인지 클라이언트 5.0, 마이크로소프트 스케줄+ 7.5 가 출시되었다.
1997년 11월, 익스체인지 서버 5.5가 출시되었다. 이 제품에는 스탠다드 에디션과 엔터프라이즈 에디션이 있다. 이것들은 데이터 기반의 크기, 메일 전송 기능, 클러스터링 기능 등에서 차이가 있다. 스탠다드 에디션은 기존의 버전과 같이 데이터 기반에서 16GB 정도의 제한이 있지만 엔터프라이즈 에디션에서는 이것이 8TB까지 확장되었다. (그러나 마이크로소프트는 100 GB를 넘은 구성을 권장하지 않고 있다).스탠다드 에디션에는, 사이트 커넥터(Site Connector), MS 메일 커넥터(MS Mail Connector), 인터넷 메일 서비스(Internet Mail Service: 인터넷 메일 커넥터라는 이름에서 변경됨), 인터넷 뉴스 서비스(Internet News Service, 인터넷 뉴스 커넥터라는 이름에서 변경됨), cc:Mail/Lotus Notes/Novell GroupWise라는 소프트웨어와의 협동하는 기능이 있다. 엔터프라이즈 에디션에는 그뿐 아니라 X.400 커넥터, IBM의 SNADS나 PROFS와 협동하는 기능이 있다. 엔터프라이즈 에디션에는 두 노드의 클러스터링 기능이 도입되었다. 그 밖에 새로운 기능으로는 일정을 지원하는 아웃룩 웹 액세스(Outlook Web Access), IMAP4와 LDAP v3 클라이언트 지원, 삭제된 항목 복구 기능이 있다. 이 버전에 이르기까지 익스체인지 서버에는 내장된 디렉터리와 SMTP/NNTP 서비스가 포함되어 있었다. 아웃룩 8.03과 호환되는 클라이언트로 출시되었지만 익스체인지 클라이언트와 스케줄+는 호환 버전이 출시되지 않았다.
2000년 11월 29일에 출시된 익스체인지 서버 2000에서는 여러 제한이 해제되었다. 이를테면 데이터 기반의 크기 제한이 완화되어 클러스터는 2 노드에서 4 노드로 확장되었다. 그러나 마이크로소프트 액티브 디렉터리가 필수로 자리잡혀 있으므로 업그레이드하지 못하는 고객들이 늘게 되었다. 다시 말해 이전에는 디렉터리 서비스를 내장하고 있었지만, 2000에서는 액티브 디렉터리가 없으면 동작하지 않았다. 익스체인지 서버 5.5에서 이행할 경우 5.5에서 동작하는 시스템과 2000을 설치하는 서버가 필요하였으며 그 조건이 만족하지 않으면 디렉터리의 내용을 변환할 수 없다. 인스턴트 메시징 지원도 추가되었으나 나중에 마이크로소프트 오피스 라이브 커뮤니케이션스 서버(Microsoft Office Communications Server 2003)로 분리되었다. 이전 버전에서 익스체인지 서버 2003으로 이행하기 매우 쉽게 변경되었다. 이 때문에 익스체인지 서버 5.5 사용자들 가운데 2003의 출시를 기다린 사람들이 많았다. 그리고 2007년에 익스체인지 서버 2007가 출시되었으며, 통합 커뮤니케이션(UC: Unified Communication)을 목표로 개발하였다.
2009년 12월 14일, 익스체인지 서버 2010이 발표되었다.
2012년 12월 3일, 익스체인지 서버 2013이 발표되었다.
2015년 9월 28일, 익스체인지 서버 2016이 발표되었다.

## 같이 보기
- 메시징 API (MAPI)
- 마이크로소프트 서버

### 서적
- Walther, Henrik (2007). 《How to Cheat at Configuring Exchange Server 2007》. ISBN 1-59749-137-3.
- Morimoto, Rand; Michael Noel, Chris Amaris, Andrew Abbate, Mark Weinhardt (2007). 《Exchange Server 2007 Unleashed》. ISBN 0-672-32920-4.
- McBee, Jim; Barry Gerber (2007). 《Mastering Microsoft Exchange Server 2007》. ISBN 0-470-04289-3.
- Cavalancia, MCSE, MCT, MCNE, MCNI, Nick. 《Microsoft Exchange Server 2007: A Beginner's Guide》. ISBN 0071486392 |isbn= 값 확인 필요: checksum (도움말).